# Middlemarch (Neuseeland)

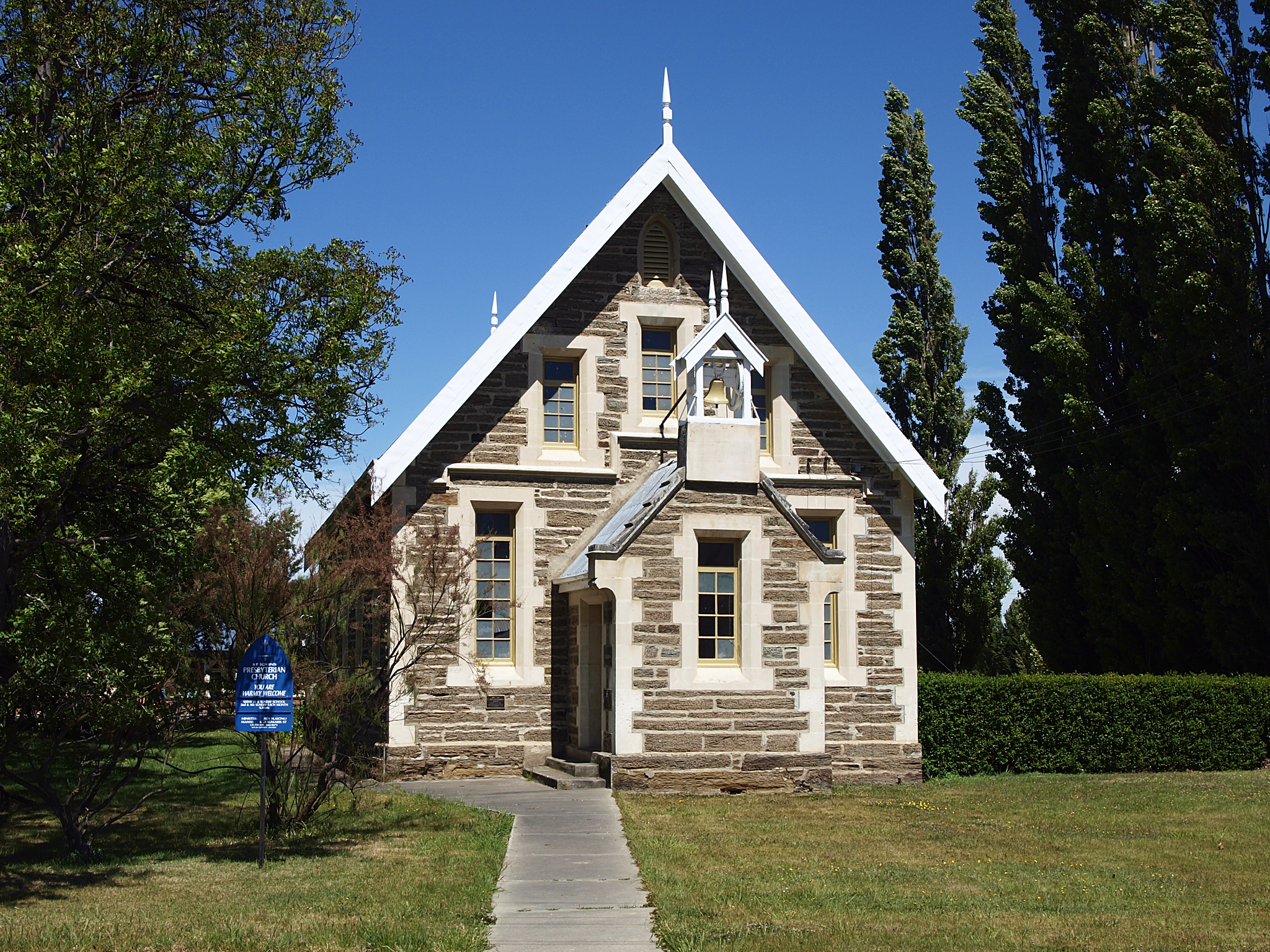
St John’s Presbyterian Church, erbaut 1895.

Middlemarch ist ein Dorf im Stadtgebiet von Dunedin City in der Region Otago auf der Südinsel von Neuseeland.

## Geographie
Middlemarch befindet sich rund 50 km nordwestlich vom Stadtzentrum von Dunedin entfernt, in der Mitte eines breiten früheren Gletschertals, Strath Taieri genannt. Eingebettet von den beiden Bergketten der Rock and Pillar Range im Westen und der Taieri Ridge im Osten, liegt der Ort direkt am Taieri River. Die wichtigste Verkehrsverbindung stellt der von Nord nach Süd verlaufende New Zealand State Highway 87 dar, auf dem sich in nördlicher Richtung nach etwa 25 Kilometer die Ortschaft Hyde befindet.

## Geschichte
Es gibt einige wenige Belege, dass vor der europäischen Besiedelung in der Region um das heutige Middlemarch, Māori ihre Camps für die Jagd gehabt haben. Erst Mitte des 19. Jahrhunderts kamen die ersten europäischen Siedler in das breit angelegte sumpfige Tal des Taieri River, um Land urbar zu machen und Farmwirtschaft zu betreiben. Die Grundlage dazu hatte der Landvermesser und Planer Charles Henry Kettle (1821–1862) gelegt, der 1847 als erster Europäer das Tal betrat, erkundete und dokumentierte. Es folgten die Goldsucher, die nach dem Goldrausch in Otago (1861–1863) auf ihrer Durchreise und Suche nach noch mehr Gold ihre Spuren entlang der Rock and Pillar Range hinterließen. Die ersten Siedlungen entstanden. Der Name Middlemarch entstand wohl aus der Zusammensetzung von „middle“ (deutsch:Mitte) und dem altenglischen „march“ (deutsch:Mark (Grenze, Trennungslinie)). Aber es gibt hierzu auch noch weitere Versionen.
Fest steht, dass die Ursprünge von Middlemarch auf den Waliser Edward Wingfield Humphreys (1845–1892) zurückzuführen sind. Humphreys kaufte 1868 große Teile des sumpfigen Landes und nannte sein Land und Wohnsitz, wie in Wales, Garthmyl. Die vielen Beschäftigten auf seiner großen Farm lebten zusammen in einer Siedlung, die 1880 als Gemeinde Middlemarch, im privaten Besitz befindlich, dokumentiert wurde. Humphreys verließ Garthmyl 1885, ging mit seiner Frau nach Christchurch und 1891 nach England zurück, wo er im Folgejahr auch starb. Garthmyl wurde am 26. November 1891 in Dunedin schließlich an mehrere neue Besitzer versteigert und Middlemarch war ab nun eine freie Gemeinde.
Mit dem Bau der Eisenbahnstrecke Otago Central Railway von Wingatui (Mosgiel) nahe Dunedin nach Middlemarch im Jahre 1879 war die Bedeutung des Ortes manifestiert, und mit der Eröffnung 1891 der Zustrom von Reisenden garantiert. Vier Jahre später, in 1895, hielten die Statistiker den Erfolg der Linie mit knapp 2500 Reisenden, 17.500 transportierten Schafen und Schweinen und ca. 17.000 Tonnen bewegten Gütern fest. Die Eisenbahnstrecke wurde ab 1917 noch bis Cromwell verlängert und 1921 dann offiziell eröffnet.
Nachdem 1980 auf Grund der Entstehung des Clyde Dam der Passagierverkehr auf dem Teilabschnitt zwischen Clyde und Cromwell eingestellt worden war, folgte am 30. April 1990 wegen Unwirtschaftlichkeit die Schließung der verbliebenen Verbindung.
Middlemarch war bis dahin über ein Jahrhundert hinweg wirtschaftlich und touristisch mit der Eisenbahn verbunden. Was blieb, waren die kalten schneereichen Winter und die warmen trockenen Sommer des Otago Hochlandes und die Farmwirtschaft als Lebensunterhalt für die verbliebenen Menschen.

## Bevölkerung
Zum Zensus des Jahres 2013 zählte der Ort 153 Einwohner, 8,9 % weniger als zur Volkszählung im Jahr 2006.

## Middlemarch heute
Nachdem die Regierung in Wellington die Einstellung der Eisenbahnlinie nach Middlemarch beschlossen hatte, sammelten die Bewohner von Dunedin rund 1,2 Millionen NZ$, damit die Stadt die 64 km lange Strecke zwischen Wingatui und Middlemarch kaufen konnte.
1995 gründeten die Stadt Dunedin und der Otago Excursion Train Trust die Gesellschaft Taieri Gorge Railway Limited und betreiben seitdem erfolgreich den Taieri Gorge Railway, welcher zu einem festen Bestandteil des touristischen Angebots von Dunedin wurde und Middlemarch damit aus der Bedeutungslosigkeit hob.
Die alte stillgelegte Eisenbahntrasse von Middlemarch nach Clyde wird heute gerne von Radwanderern genutzt, wobei Middlemarch jeweils Ausgangspunkt und/oder Endpunkt der Tour auf dem Otago Central Rail Trail darstellt. Als touristische Sehenswürdigkeit wird heute auch gerne der einzige Salzsee Neuseelands erwähnt, der Sutton Salt Lake, der sich 6 km südöstlich von Middlemarch nahe dem State Highways 87 befindet.

## Veranstaltung
Eine weitere Attraktion der ganz besonderer Art hat Middlemarch zusätzlich noch zu bieten. Jedes zweite Jahr zu Ostern (2005, 2007, 2009, …), findet in Middlemarch der Singles Ball statt. Der Andrang ist groß und das Ticketkontingent begrenzt. Angeblich sollen auch immer Singles aus Deutschland vertreten sein.

## Sehenswürdigkeit
Sehenswert ist zudem noch die mehr als 100-jährige St John’s Presbyterian Church des Ortes, die am 12. Mai 1895 feierlich eröffnet und von wo aus Seelsorge für die gesamte Region Strath Taieri betrieben wurde.